# Oedothorax cascadeus
Oedothorax cascadeus är en spindelart som beskrevs av Chamberlin 1948. Oedothorax cascadeus ingår i släktet Oedothorax och familjen täckvävarspindlar. Inga underarter finns listade i Catalogue of Life.